# Носков, Иван Николаевич
Иван Николаевич Носков (род. 3 марта 1972, Новосибирск, Новосибирская область, РСФСР, СССР) — российский государственный и политический деятель. Глава городского округа Самара (с 26 декабря 2024 года). Глава городского округа Дзержинска (с 6 декабря 2018 по 2 октября 2024).

## Биография
Родился 3 марта 1972 года в Новосибирске.

#### Образование
В 1995 году окончил физический факультет Красноярского государственного университета.

### Трудовая деятельность
В 1995—1998 годах работал в различных коммерческих структурах.
В 1998 году занял должность главного специалиста, начальника отдела управления пищевой и перерабатывающей промышленности администрации Красноярского края.
В 1999—2000 годах являлся советником начальника Главного управления продовольственных ресурсов администрации Красноярского края.

## Государственная и муниципальная служба
В 2000 году Носков был избран депутатом Канского городского совета.
В 2006 году назначен главой иркутского филиал Фонда федерального имущества РФ. В 2007—2009 годах работал в центральном аппарате фонда федерального имущества. 
С 2009 по 2013 год был начальником государственных учреждений Северного административного округа города Москвы. 
В сентябре 2013 года стал первым заместителем главы Солнечногорского муниципального района Московской области.
В мае 2014 года занял пост министра жилищной политики, энергетики и транспорта Иркутской области. С ноября 2015 до мая 2017 года занимал должность вице-мэра города Иркутска.
В феврале 2018 года назначен на пост заместителя главы администрации Нижнего Новгорода. В этом качестве занялся курированием направления жилья и инженерной инфраструктуры, благоустройства, организационно-кадрового обеспечения, безопасности, мобилизационной подготовки.

### Глава городского округа Дзержинск
Глава города Дзержинска с 6 декабря 2018 года. Переизбран на 5 лет 7 декабря 2020 года.
2 октября 2024 года объявил о своей отставке с должности главы города Дзержинска.

### Глава городского округа Самара
9 октября 2024 года назначен первым заместителем главы Самары. С 11 октября 2024 года исполнял обязанности мэра Самары Елены Лапушкиной на время её отпуска .
15 ноября 2024 года Елена Лапушкина ушла в отставку с поста главы Самары по собственному желанию, в связи с чем Иван Носков стал исполняющим обязанности главы города.
26 декабря 2024 года Думой городского округа Самара избран Главой городского округа Самара

## Награды
- Медаль ордена «За заслуги перед Отечеством» II степени (17 ноября 2022 года) — за достигнутые трудовые успехи и многолетнюю добросовестную работу[14]